# Thymallus
Thymallus sau lipanii este un gen de pești teleosteeni dulcicoli din familia salmonide (Salmonidae), fiind singurul gen din subfamilia timaline (Thymallinae), răspândiți în regiunea holarctică (afară de vestul Americii de Nord) și în bazinul Amurului. 

## Caractere morfologice
Sunt pești de dimensiuni medii, cu corp alungit, în secțiune oval, comprimat lateral și cap relativ mic, conic. Au corpul acoperit cu solzi mijlocii (70-110 pe linia laterală). Gura mică, transversă. Dinții sunt slab dezvoltați, dispuși pe premaxilar, maxilar, dentar, prevomer, palatine, limba de obicei fără dinți. 
Înotătoarea dorsală lungă și înaltă cu 18-25 radii (IV-XII radii simple și 10-17 radii divizate). La masculii maturi înotătoarea dorsală este prelungită și înălțată (în special în partea posterioară). Înotătoarea anală cu 10—16 radii (II-IV radii simple + 7-12 radii divizate). Ultima radie a analei este prelungită, adesea osificată. Înotătoarea caudală adânc excavată. Au o înotătoare adipoase, fără raze aparente, așezata înapoia celei dorsale. Apendicele pilorice în număr de 11-30. 
Osul maxilar nu ajunge până la verticala posterioară a ochiului. Oasele postorbitare acoperă întreg spațiul dintre marginea posterioară a orbitei și preopercular. De fiecare parte câte 2 supraorbitare și 3 tabulare. Parietalele în contact, despărțind frontalele de occipitalul superior. Bazisfenoidul este prezent, dar ortosfenoidul lipsește. Ectoetmoidele sunt osificate. 

## Biologie
Trăiesc în râuri repezi și pâraie cu apă limpede, rece, bine oxigenată și cu fundul pietros sau  nisipos. Sunt tipice în cursul mijlociu și inferior al râurilor de munte, dar în zonele mai nordice sunt de asemenea prezente în lacurile și râurile din câmpii. În Euroasia sunt răspândiți în regiunile arctice și temperate din emisfera nordică, de la Insulele Britanice și Franța până în bazinul râului Amur. Se reproduc primăvara.

## Sistematica
Speciile diferă prin proporțiile corpului, dispoziția oaselor gurii, numărul de radii, solzi, spini branhiali, radii branhiostegale etc.
Sunt descrise 13 specii.
- Thymallus arcticus (Pallas, 1776)
- Thymallus baicalensis Dybowski, 1874
- Thymallus brevipinnis Svetovidov, 1931
- Thymallus brevirostris Kessler, 1879
- Thymallus burejensis Antonov, 2004
- Thymallus grubii Dybowski, 1869
Thymallus grubii grubii Dybowski, 1869
Thymallus grubii flavomaculatus Knizhin, Antonov & Weiss, 2006
- Thymallus mertensii Valenciennes, 1848
- Thymallus nigrescens Dorogostaisky, 1923
- Thymallus pallasii Valenciennes, 1848
- Thymallus svetovidovi Knizhin & Weiss, 2009
- Thymallus thymallus (Linnaeus, 1758)
- Thymallus tugarinae Knizhin, Antonov, Safronov & Weiss, 2007
- Thymallus yaluensis T. Mori, 1928

## Specii din România și Republica Moldova
În România și Republica Moldova trăiește o singură specie - lipanul (Thymallus thymallus)